# Provincie Oristano
Oristano (Provincia di Oristano) je italská provincie v oblasti Sardinie. Sousedí na severu s provincií Sassari, na východě s provincií Nuoro a na jihu s provincií Sud Sardegna. Její břehy omývá na západě Středozemní moře.